# Närkes runinskrifter 14
Närkes runinskrifter 14, eller Rönnebergastenen, är en runsten som står rest i Bärsta i Stora Mellösa socken, Örebro kommun. 

## Historia
Stenen ristades troligen i mitten av eller i slutet av 1000-talet. Den hittades i februari 1961 av en lantarbetare när han grävde i grusåsen där den låg med den ristade ytan nedåt. Redan i mars samma år flyttades den till sin nuvarande plats precis väster om den västligaste av gravhögarna i Rönneberga gravfält. Eftersom stenen var avslagen strax nedanför inskriften var man tvungen att rekonstruera rotändan med cement innan det gick att resa den.

## Stenen och dess text
Runstenen består av gråröd gnejsgranit med kvartsinslag och den ursprungliga delen av stenen är 127 cm hög. Ornamentiken i stenens mitt består bland annat av ett drakhuvud och ett kristet ringkors. Detta kors är för övrigt det enda som man funnit på en vikingatida runsten från Närke.
Inskriften lyder i translitteration
: uibug : risti : sitin : efitr : -(u)in : sun : sin : auk :: rikui :
i normalisering
Viborg ræisti stæin æftiR [S]væin, sun sinn ok Rikvi.
och i översättning
”Viborg reste stenen efter Sven, sin son och Rikvi.”
Klart är åtminstone att stenen restes av en kvinna med det ovanliga namnet Viborg till minne av hennes döde son Sven, men 'och Rikvi' kan tolkas på olika sätt. Antingen menas att Viborg och Rikvi tillsammans reste stenen efter Sven, eller så menas att stenen restes av Viborg efter Sven och Rikvi. Sven B.F. Jansson ansåg att det senare alternativet var mest troligt. Att ristaren inte klargjorde vilket alternativ som avsågs berodde antagligen på platsbrist. rikui fick inte ens plats i runbandet utan placerades utanför detta på stenens vänstra sida.
Möjligen var Rikvi dotter till Viborg eftersom deras namn båda innehåller elementet -vi- och man under tiden som stenen ristades ofta använde sig av variation av sitt eget namn när man döpte sina barn.